# 關信輝
關信輝，香港電影人，現任電影導演、編劇，曾當副導演、演員、監製。

## 背景
關信輝生於基督教家庭，曾就讀瑪利諾神父教會學校（小學部），後入讀九龍三育中學（1980年初中畢業）。在1980年代，他隨家人移居加拿大，且在當地完成中學及大學課程，1992年取得加拿大里賈納大學（University of Regina）藝術學士學位，主修電影及數碼影像。其作品《Stranger陌生人》並曾獲加拿大薩斯喀徹溫省影視展Saskatchewan Showcase 《最佳教育紀錄片奬》和《最佳新晉導演奬》。隨後於1992年至1993年，關信輝到南美洲拍攝紀錄片，1993年正式回香港發展個人事業，並加入無綫電視任職明珠台宣傳部製作助理，1994年向導演陳可辛自薦擔任電影《金枝玉葉》的場記，往後一直在電影界發展。
由1990年代至今，他曾經參與影音使團多部福音電影的製作。在第22屆香港電影金像獎，憑其導演作品《賤精先生》，獲提名傑出青年導演。2015年，其導演作品《五個小孩的校長》大獲好評，香港票房超過4600萬，打入香港華語電影累積最高電影票房第14位。

## 電影作品

### 導演
- 1999年 《天使之城》
- 1999年 《地茂廚神》
- 2001年 《生命因愛動聽》
- 2002年 《賤精先生》
- 2004年 《大無謂》
- 2004年 《天作之盒》
- 2007年 《愛裏沒有懼怕之恐懼森林》
- 2009年 《流浪漢世界盃》
- 2011年 《翻生奇兵》
- 2015年 《五個小孩的校長》
- 2020年 《热血合唱团》

### 副導演
- 1996年 《金枝玉葉2》
- 1996年 《麻麻帆帆》
- 1996年 《四個32A和一個香蕉少年》
- 1996年 《甜蜜蜜》
- 1996年 《天涯海角》
- 1998年 《我是誰》

### 監製
- 2007年 《愛裏沒有懼怕之恐懼森林》
- 2008年 《真的戀愛了?》

### 執行監製
- 2006年 《隱形鬥室》
- 2011年 《翻生奇兵》

### 編劇
- 1999年 《天使之城》
- 2001年 《生命因愛動聽》
- 2002年 《賤精先生》
- 2003年 《雙雄》
- 2004年 《天作之盒》
- 2006年 《隱形鬥室》
- 2007年 《愛裏沒有懼怕之恐懼森林》
- 2008年 《真的戀愛了?》
- 2009年 《流浪漢世界盃》
- 2011年 《翻生奇兵》
- 2014年 《下一站再愛你》
- 2015年 《五個小孩的校長》
- 2022年 《熱血合唱團》

### 演員
- 1995年 《流氓醫生》
- 1996年 《甜蜜蜜》
- 1996年 《麻麻帆帆》
- 1999年 《天使之城》
- 2004年 《大無謂》

### 剪接
- 1999年 《天使之城》
- 2001年 《生命因愛動聽》
- 2009年 《流浪漢世界盃》

### 場記
- 1994年 《金枝玉葉》
- 1995年 《流氓醫生》

## 外部連結
- 關信輝在香港影庫上的簡介
- 關信輝在互联网电影资料库（IMDb）上的資料（英文）